# Les Groiselliers
Les Groiselliers est une ancienne commune française du département du Calvados. 

## Toponymie
Le nom de la localité est attesté sous la forme Groiseilliers en 1198. Le toponyme est issu de l'ancien français groiselier ou groisillier, « groseillier ».

## Histoire
La cure des Groselliers entre dans les dotations de l’abbaye de l'Isle-Dieu en 1258 par Hugues des Groseilliers, prêtre, seigneur et chapelain des lieux. René-François Gaudin, dernier prieur-curé nommé par l'abbaye le 10 juin 1765, devient en 1791 également le maire de la commune. Il choisit finalement de préférer sa fonction de maire, qu'il occupera jusqu'en 1800. 
En 1840, la commune des Groiselliers est supprimée et rattachée à Rumesnil, au même moment que Saint-Gilles-de-Livet. À sa suppression, Les Groiselliers avait 28 habitants.

## Source
- Des villages de Cassini aux communes d'aujourd'hui, « Notice communale : Les Groiselliers », sur ehess.fr, École des hautes études en sciences sociales.
- Jean Fournée, Abbaye Notre-Dame de l'Isle-Dieu, Association de l'Année des abbayes normandes, Rouen, 1979.